# アクアテラス錦ヶ丘
アクアテラス錦ヶ丘（アクアテラスにしきがおか）は、宮城県仙台市青葉区錦ケ丘にある民間水族館。

## 概要
錦ケ丘ヒルサイドモール内南東に位置するアクアハウス棟に水と光をテーマに2015年7月18日に開業した。現在の運営は仙台市青葉区錦ケ丘の不動産管理業　錦エステート株式会社が行う。仙台市西部の魅力を高めるために水族館を運営している。目玉となる生物はいないものの、展示方法に工夫を凝らした水族館となっている。
2015年、仙台で活動中のアイドルピンクのゆ～じがスタッフとして勤務していた。

## エリア
- タッチプール - カブトガニなどの生物を触ることができる
- 爬虫類ゾーン
- ジャングルゾーン
- ファンタジーゾーン
- カフェ・レストラン「Forward」
- フードコート
- 売店

## 基本情報
営業時間
- 10:00 - 19：00

入場料
- 大人   （高校生以上） : 800円
- 子ども（小学生以上） : 500円
- 子ども   （３歳以上）：300円
- 幼児・シニア（70歳以上） : 無料

## 交通アクセス

### 公共交通機関
鉄道
- JR仙山線 愛子駅 徒歩約20分

バス
- 愛子観光バス（錦ケ丘ヒルサイドモール バス停）
  - 愛子駅・仙台駅方面

### 自動車
- 東北自動車道 仙台宮城IC 約6分